# 로저 페더러
로저 페더러(독일어: Roger Federer, 1981년 8월 8일 ~ )는 스위스의 프로 테니스 선수였다. 2004년부터 2008년까지 237주 연속 세계 랭킹 1위를 기록하여 역대 최장 연속 랭킹 1위 기록을 세웠다. 또한 그는 그랜드슬램 타이틀을 20개 보유하고 있다. 그는 많은 스포츠 전문가들과 비평가들, 전·현역 선수들에 의해 역사상 최고의 선수로 평가받는다.
페더러는 남자 테니스와 관련해 많은 세계 기록을 보유하고 있다. 역대 남자 선수들 중 가장 많은 총 20개의 그랜드 슬램 단식 타이틀을 획득했다. 또한 그는 2009년 프랑스 오픈에서 우승하면서 커리어 그랜드 슬램을 달성한 역대 7번째 남자 선수가 되었다. 그는 역대 남자 선수들 중 가장 많은 총 30회의 그랜드 슬램 결승에 진출했다. 또한 2004년 윔블던 우승을 시작으로 2010년 1월 호주 오픈에서 우승하면서 약 6년에 걸쳐 그랜드 슬램 준결승 23회 연속 진출을 기록, 이 부문 최고 기록을 세웠으며 이는 종전 최고 기록보다 두 배 이상 많은 것이었다. 그가 선수 생활동안 이뤄낸 뛰어난 성적들과 기록들을 인정받아 그는 2005년부터 2008년까지 4년 연속 로레우스 올해의 세계 스포츠인상을 수상하였다.

## 생애
페더러는 스위스 바젤 근처의 비닝겐에서 스위스 출신의 로버트 페더러(Robert Federer)와 남아프리카 공화국 출신의 리네트 뒤 랑(Lynette Du Rand) 부부의 아들로 태어났다.
그는 바젤 교외에 있는 뮌헨스타인에서 자랐으며, 이 지역은 프랑스와 독일 국경에서 매우 가까운 곳이었다. 그는 집에서 가족과 대화할 때에는 스위스식 독일어를 사용하고 독일어와 프랑스어, 그리고 영어 또한 유창하게 구사하며, 기자회견을 진행할 때에도 이 세 가지 언어를 모두 사용한다. 로마 가톨릭교회 신자로 자라난 그는 2006년 로마 마스터스 대회 당시 교황 베네딕토 16세를 알현하기도 하였다.
그는 어린 시절 테니스 선수가 되기로 결정하기 전까지 축구를 함께 배웠으며, 축구 또한 프로 선수가 되는 것을 고려할 정도로 출중한 기량을 보였다. 그는 아직까지도 그의 고향 축구 클럽인 FC 바젤의 열렬한 팬이다. 그는 크리켓 팬으로도 알려져 있으며, 2006년에는 2004년 인도양 지진으로 인해 발생한 쓰나미 피해로 난민이 된 타밀나두의 어린이들과 크리켓 경기를 갖기도 했다.
페더러는 다양한 자선활동을 하고 있는 것으로도 잘 알려져 있다. 2003년에 그는 빈민층을 돕고 스포츠의 보급을 장려하기 위하여 로저 페더러 재단을 설립하였다. 2005년에는 허리케인 카트리나 피해자들을 돕기 위하여 2005년 US 오픈에서 사용되었던 그의 라켓을 경매에 내놓기도 하였다. 그는 2006년 유니세프 친선대사로 임명되어 남아프리카 공화국 및 타밀나두를 방문하였다. 그는 에이즈에 대한 경각심을 촉구하는 유니세프의 광고에 참여하기도 하였다.
2007년 그는 사진작가 애니 리보비츠와 함께 아서 왕 컨셉의 화보를 촬영하였다. 이것은 디즈니에서 주관한 '백만 가지 꿈의 해'(Year of a Million Dreams) 프로젝트의 일환이었던 유명 인사들의 화보 시리즈 중 하나로 제작된 것이었다. 스위스 체신부는 로저 페더러의 스포츠계에서의 업적을 기념하기 위하여 기념 우표를 제작하였다.
모든 스위스 남성들과 마찬가지로 페더러도 병역의 의무를 갖고 있었으나, 2003년 그가 등 쪽에 오랜 기간 갖고 있었던 질환으로 인해 병역 의무를 수행하는 것이 적합치 않다는 판정을 받아 병역이 면제되었다.

### 결혼
페더러는 2009년 4월 전 여자 프로 테니스 선수이자 그의 오랜 연인이었던 미르카 바브리넥과 결혼하였다. 두 사람은 2000년 시드니 올림픽에서 테니스 종목 스위스 국가대표로 함께 출전하면서 만나게 되었다. 바브리넥은 고질적인 발 부상 때문에 2002년 투어에서 은퇴하였고 이후 페더러의 홍보 매니저 역할을 담당하였다. 오랜 연인 관계를 지속하던 이들은 2009년 3월에 페더러의 홈페이지를 통해 바브리넥의 임신을 발표하였으며, 이후 두 사람은 2009년 4월 11일 바젤에서 가까운 친척들과 친구들만이 참석한 가운데 조촐한 결혼식을 올렸다. 2009년 7월 24일, 페더러는 자신의 페이스북 홈페이지를 통해 두 쌍둥이 딸 밀라 로즈(Myla Rose)와 샤를렌 리바(Charlene Riva)가 7월 23일에 탄생했음을 알렸다.

## 선수 경력

### 주니어 시기
페더러는 6세 때 처음 테니스를 배우기 시작했다. 9살이 되면서 그룹 레슨에 참가하기 시작했으며, 그 이듬해부터는 개인 레슨을 시작했다. 그는 테니스 선수가 되기로 결정했던 12세 전까지는 축구 또한 함께 배웠다. 14세 때는 스위스의 그룹 통합 주니어 챔피언이 되었으며 에쿠블렌스에 있는 스위스 내셔널 테니스 센터에서 트레이닝을 받을 주니어 선수로 선정되었다. 1996년부터 ITF 주니어 테니스 서킷에 참가하기 시작 한 그는, 주니어 선수로 활동한 마지막 해였던 1998년에 윔블던 주니어 타이틀 및 가장 권위있는 주니어 대회 중 하나인 연말 오렌지 보울 타이틀을 획득했다.

### 1998–2002년: ATP 투어 데뷔 초기
페더러는 1998년 크슈타드에서 그의 ATP 투어 데뷔 첫 경기를 치렀다. 이 경기에서 그는 아르헨티나의 루카스 아놀드 커에게 0-2로 패했다. 같은 해에 그는 두 개의 대회에 더 참가하기는 했으나, 당시 그가 치른 대부분 경기의 수준은 아직 주니어 레벨에 머물러 있었다.
1999년 4월 그는 이탈리아와의 데이비스 컵 경기에 스위스 국가대표로 출전하였다. 또한 프랑스 오픈에 참가하면서 생애 최초의 그랜드 슬램 대회 경기를 치렀으나, 1회전에서 패트릭 라프터에게 4세트만에 패했다. 윔블던에서도 와일드카드를 받아 생애 첫 출전을 하였으나, 1회전에서 당시 랭킹 59위이던 체코의 지리 노박에게 5세트 끝에 패했다. 세계 랭킹 66위로 시즌을 마감하였다. 이때 당시 그는 랭킹 100위권 안에 든 가장 어린 선수였다. 이 대회에서 그는 호주의 레이튼 휴이트와 팀을 이루어 복식에도 출전하여 16강까지 진출, 팻 라프터(Pat Rafter)와 요나스 비요크만에게 5세트 접전 끝에 패했다. 2000년 1월에는 생에 첫 호주 오픈에 출전하여 3회전에서 당시 세계 랭킹 49위였던 프랑스의 아르노 클레망에게 패했다. 같은 해 생애 처음으로 출전한 US 오픈에서도 그는 3회전까지 진출하여 당시 랭킹 12위였던 스페인의 후안 카를로스 페레로에게 패하였다. 2000년 시드니 올림픽에서 준결승까지 진출한 그는 마르세유에서 열린 ATP 투어 대회에서 생애 최초로 결승에 올랐으나 같은 스위스 선수였던 마크 로세트에게 패하였고, 그의 고향 바젤에서 열린 대회에서도 준우승하였다. 한편 이 해 호주에서 열린 호프만 컵에도 스위스 대표로 참가했던 그는 결승에서 미국의 잔 마이클 갬빌을 3-0으로 꺾기도 했다. 비록 눈에 띄는 성적을 내지는 못하였지만, 2000년은 페더러가 처음으로 한 해에 4개 그랜드 슬램 대회에 모두 참가한 해였다. 그는 2000년 연말 세계 랭킹 29위로 시즌을 마감했다.

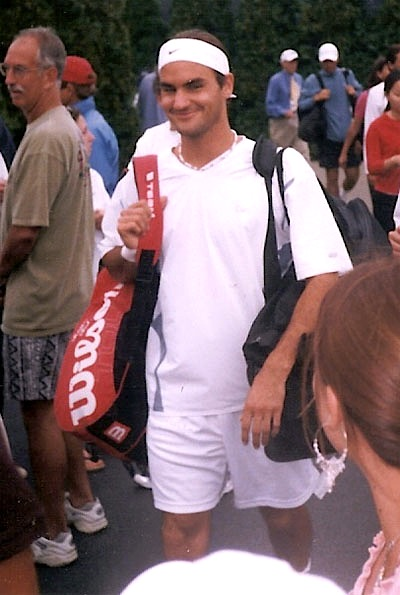

페더러는 2001년 2월 밀라노 인도어 대회에서 프랑스의 줄리앙 보테르를 꺾고 우승하면서 생애 첫 ATP 타이틀을 획득했다. 같은 달 열린 미국과의 데이비스 컵 경기에서 그는 세 경기에 출전하여 승리함으로써 스위스가 미국을 3-2로 꺾는 데 공헌하였다. 이 해 프랑스 오픈에서 그는 8강에 진출하였으며, 15번 시드로 출전한 윔블던에서도 역시 8강까지 진출하였다. 특히 4회전에서는 윔블던 7회 우승자였던 피트 샘프라스를 만나 7-6(7), 5-7, 6-4, 6-7(2), 7-5로 승리하는 파란을 일으켰다. 샘프라스가 페더러에게 패함으로써 그가 갖고 있던 윔블던에서의 연승 기록도 31연승으로 끝나게 되었다. 그는 랭킹 13위로 2001년 시즌을 마감하였다.
2002년 페더러는 플로리다주에서 열린 나스닥-100 오픈 결승에 진출하면서 생애 첫 ATP 마스터스 시리즈 결승에 진출하였으나, 결승에서 안드레 애거시에게 패하면서 우승에는 실패하였다. 그러나 이후 열린 함부르크 마스터스에서 우승하면서 그의 생애 첫 마스터스 시리즈 타이틀을 획득하였다. 또한 러시아와의 데이비스 컵 경기에서 단식 경기에 출전, 전 세계 랭킹 1위였던 마라트 사핀과 예브게니 카펠니코프를 꺾었다. 그러나 이 해 프랑스 오픈, 윔블던, 그리고 US 오픈에서는 본선 초기에 탈락하고 말았다. 한편 그와 오랫동안 함께해왔던 호주 출신의 코치이자 멘토였던 피터 카터(Peter Carter)가 8월에 교통사고로 세상을 떠나면서 페더러는 한동안 큰 상실감에 빠지기도 했다고 알려진다. 페더러의 2002년 연말 랭킹은 6위였다. 9월까지 13위였던 그의 랭킹은 10월 중순께 7위까지 뛰어올랐다. 이 덕분에 그는 상위 랭커 8명이 출전하는 연말 마스터스 컵 대회에 생애 처음으로 참가하게 되었으며, 결과적으로 이 해 대회 우승자가 되었던 호주의 레이튼 휴이트와의 준결승 경기에서 패하였다.

### 2003년
1월에 열린 호주 오픈에 참가한 페더러는 4회전에서 다비드 날반디안에게 패했다. 이후에 열린 하드 코트 대회인 마르세유 오픈과 두바이 테니스 챔피언십에서는 모두 우승했다. 그러나 ATP 마스터스 시리즈 대회인 인디언 웰즈 마스터스와 마이애미 마스터스에서는 초반에 탈락했다.
이후에 시작된 클레이 코트 시즌에서 그는 BMW 오픈에서 우승했으며 마스터스 시리즈 대회인 로마 마스터스와 함부르크 마스터스에서는 각각 준우승 및 3회전 진출의 성적을 거두었다. 프랑스 오픈에서 그는 5번 시드를 배정 받아 출전했지만 1회전에서 루이스 오르나에게 패해 탈락하고 말았다.
이후 출전한 두 개의 잔디 코트 대회에서 모두 우승하면서 페더러는 이 해 잔디 코트 경기 무패를 기록했다. 첫 번째는 게리 웨버 오픈에서 결승에서 니콜라 키퍼를 꺾고 우승한 것이었으며, 두 번째는 윔블던 결승에서 마크 필리포시스를 누르고 승리하면서 생애 최초의 그랜드 슬램 타이틀을 따낸 것이었다. 이 해 윔블던에서 그는 3회전 마디 피시와의 경기에서 1세트를 내준 것 외에는 무실세트를 기록하기도 했다.
이후 시작된 북미 여름 하드 코트 시즌 대회에서 그는 마스터스 시리즈 대회인 로저스 컵 준결승에서 앤디 로딕에게 패했다. 이전의 윔블던 준결승에서 앤디 로딕을 만났을 때는 페더러가 3-0으로 승리했던 바 있다. 또 다른 마스터스 시리즈 대회인 신시내티 마스터스와 US 오픈에서는 모두 2회전에서 다비드 날반디안에게 패했다.
가을 시즌에 페더러는 유럽 지역에서 열린 4개의 인도어 대회에 연이어 출전했다. 그리하여 BA-CA 대회에서는 우승했으며, 나머지 3개의 대회인 다비도프 스위스 인도어, 마드리드 마스터스, 파리 마스터스에서는 결승 진출에 실패했다. 그해 연말 마스터스 컵 대회에 3번 시드로 출전한 그는 생애 최초로 연말 챔피언십 타이틀을 획득했다. 그는 예선 라운드 로빈 리그전에서 안드레 애거시, 다비드 날반디안, 후안 카를로스 페레로를 꺾었으며, 준결승에서는 당시 세계 랭킹 1위였던 앤디 로딕을, 그리고 결승에서는 안드레 애거시를 꺾으며 전승으로 우승했다. 2003년 연말 페더러의 최종 랭킹은 세계 랭킹 2위였다. 1위는 로딕, 3위는 페레로였다.

### 2004년

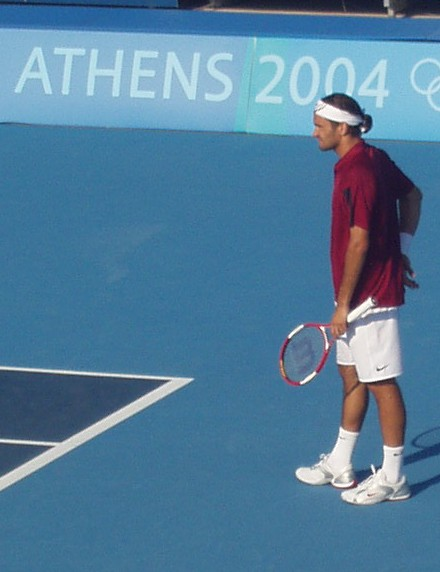
2004년 하계 올림픽에서 경기 중인 페더러.

페더러는 2004년 한 해동안 매우 뛰어난 성적을 거두었다. 그의 이 해 성적은 오픈 시대 전체를 통틀어서도 매우 탁월한 수준이었다. 그는 2004년에 4개 그랜드 슬램 대회 중 프랑스 오픈을 제외한 3개 대회에서 우승하였고, 세계 랭킹 10위권 이내의 선수에게 단 한 차례도 패하지 않았으며, 결승에 진출한 대회에서는 모두 우승했고, ITF 테니스 세계 챔피언의 칭호까지 얻었다. 한 해 총 전적은 74승 6패였고, 그랜드 슬램 대회 3개 및 ATP 마스터스 시리즈 대회 3개를 포함해 총 11개 대회에서 우승했다.
1월에 열린 호주 오픈에서는 결승에서 마라트 사핀을 3-0으로 꺾으면서 생애 첫 호주 오픈 우승컵을 거머쥐었다. 이 우승으로 그는 앤디 로딕을 제치고 생애 처음으로 세계 랭킹 1위에 올라섰다. 그는 이후 2008년 8월 18일까지 237주(약 4년) 동안 세계 랭킹 1위를 지켰으며, 이것은 남녀 선수를 통틀어 역대 최장 '연속 세계 랭킹 1위' 기록이다.
3월에는 두바이 테니스 오픈 결승에서 스페인의 펠리시아노 로페스를 누르고 우승했다. 일주일 후 열린 인디언 웰즈 마스터스에서는 팀 헨만을 꺾고 우승했다. 마이애미 마스터스에서는 라이벌 라파엘 나달과 처음으로 맞닥뜨렸으며, 페더러가 나달에게 패했다. 페더러는 독일에서 열린 게리 웨버 오픈에서 우승했으며, 이어 역시 독일에서 개최된 함부르크 마스터스에서도 세계 랭킹 4위의 기예르모 코리아를 꺾고 이 대회 두 번째 우승을 달성했다. 당시 코리아는 페더러에게 패하기 전까지 클레이 코트 경기 31연승 기록을 이어오고 있었다.
페더러는 이 해 프랑스 오픈에 1번 시드로 출전했으나 3회전에서 이 대회 3회 우승자인 구스타보 쿠에르텐에게 패했다. 이후 윔블던에서는 결승에서 앤디 로딕을 꺾으면서 지난 해에 이어 또 다시 우승컵을 안았다. 그리고 US 오픈에서는 결승에서 호주의 레이튼 휴이트를 6–0, 7–6(3), 6–0으로 가볍게 꺾으면서 생애 첫 US 오픈 타이틀을 획득했다. 그는 2004년 아테네 올림픽 테니스에 톱시드로 출전하였으나 2회전에서 체코의 토마시 베르디흐에게 패해 탈락했다. 연말 마스터스 컵에서는 결승에서 레이튼 휴이트를 꺾고 2년 연속 우승을 기록했다.

### 2005년

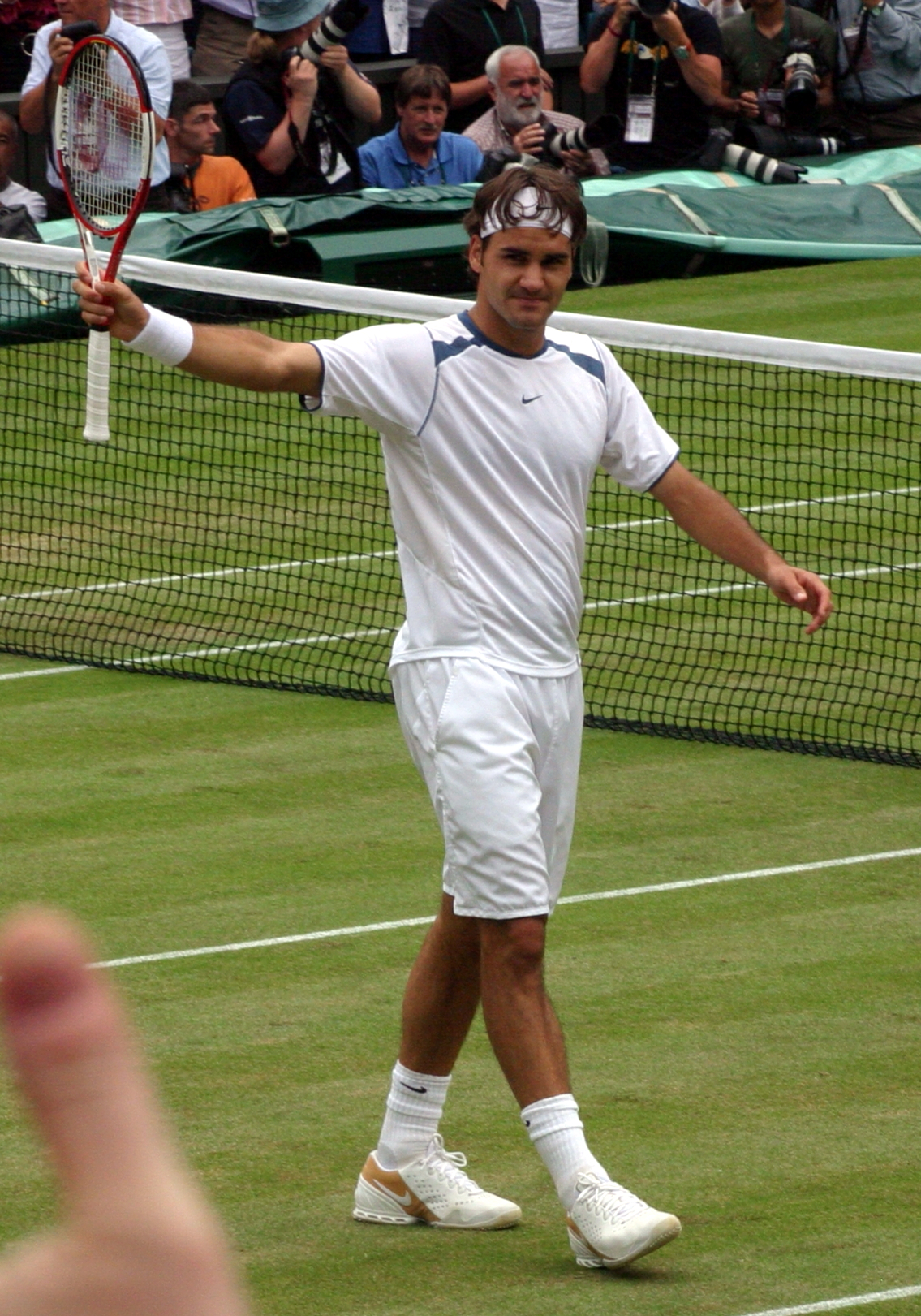
2005년 윔블던에서의 모습.

2005년 초 페더러는 호주의 유명한 테니스 선수 출신 코치인 토니 로체를 제한적인 역할의 코치로 영입했다. 호주 오픈 준결승에서 페더러는 이 해 대회 우승자가 된 마라트 사핀을 만나 5–7, 6–4, 5–7, 7–6(6), 9–7로 패했다. 그러나 이후 인디언 웰즈 마스터스에서 레이튼 휴이트를 3-0으로 꺾고 마이애미 마스터스에서 라파엘 나달을 5세트만에 2–6, 6–7(4), 7–6(5), 6–3, 6–1으로 꺾으면서 두 개의 ATP 마스터스 시리즈 타이틀을 추가했다. 특히 마이애미 마스터스 결승에서는 나달에게 두 세트를 먼저 내주고 매치 포인트가 얼마 남지 않은 상황에서 극적인 역전극을 펼쳤다. 5월에 열린 클레이 코트 대회인 함부르크 마스터스 결승에서는 프랑스의 리샤르 가스케를 누르고 우승했다. 페더러는 이 대회 전에 몬테카를로 마스터스 8강에서도 가스케를 만났었는데, 이 때는 페더러가 패했던 바 있다. 이후 열린 프랑스 오픈에서는 준결승에서 4번 시드였던 나달을 만나 4세트만에 패했다. 나달은 이해 프랑스 오픈에서 우승했다.
윔블던 결승에서는 전년도 결승에서도 만났던 앤디 로딕을 상대로 3세트를 내리 따내며 승리, 3년 연속 우승을 기록했다. 페더러는 이후 신시내티 마스터스 결승에서도 로딕을 만나 또 한 번 승리하면서 이 해 4번째 마스터스 시리즈 우승을 기록했다. 이로써 페더러는 2005년 북미 지역에서 열린 마스터스 시리즈 대회에서 모두 우승했으며, 한 해에 4개 마스터스 시리즈 대회에서 우승한 최초의 선수가 되었다. US 오픈 결승에서는 안드레 애거시를 4세트만에 꺾으면서 우승했는데, 특히 1회전에서 준결승까지의 모든 경기에서 단 두 세트만을 잃었을 정도로 탁월한 경기력을 보여주었다. 이로써 페더러는 한 해에 윔블던과 US 오픈에서 모두 우승하는 것을 2년 연속으로 달성한 오픈 시대 이래 최초의 남자 선수가 되었다.
한편 시즌 마지막 마스터스 시리즈 대회인 파리 마스터스 결승에서는 4시간 반에 걸친 5세트 접전 끝에 아르헨티나의 다비드 날반디안에게 패하여 타이틀 방어에 실패했다. 이로 인해 직전까지 이어 오고 있던 결승 경기 24연승 기록도 멈추게 되었다. 만일 페더러가 이 경기에서 승리했다면 존 매켄로가 1984년 기록한 오픈 시대 이래 시즌 최고 승률 기록(82승 3패)과 타이를 이룰 수 있었다.

### 2006년

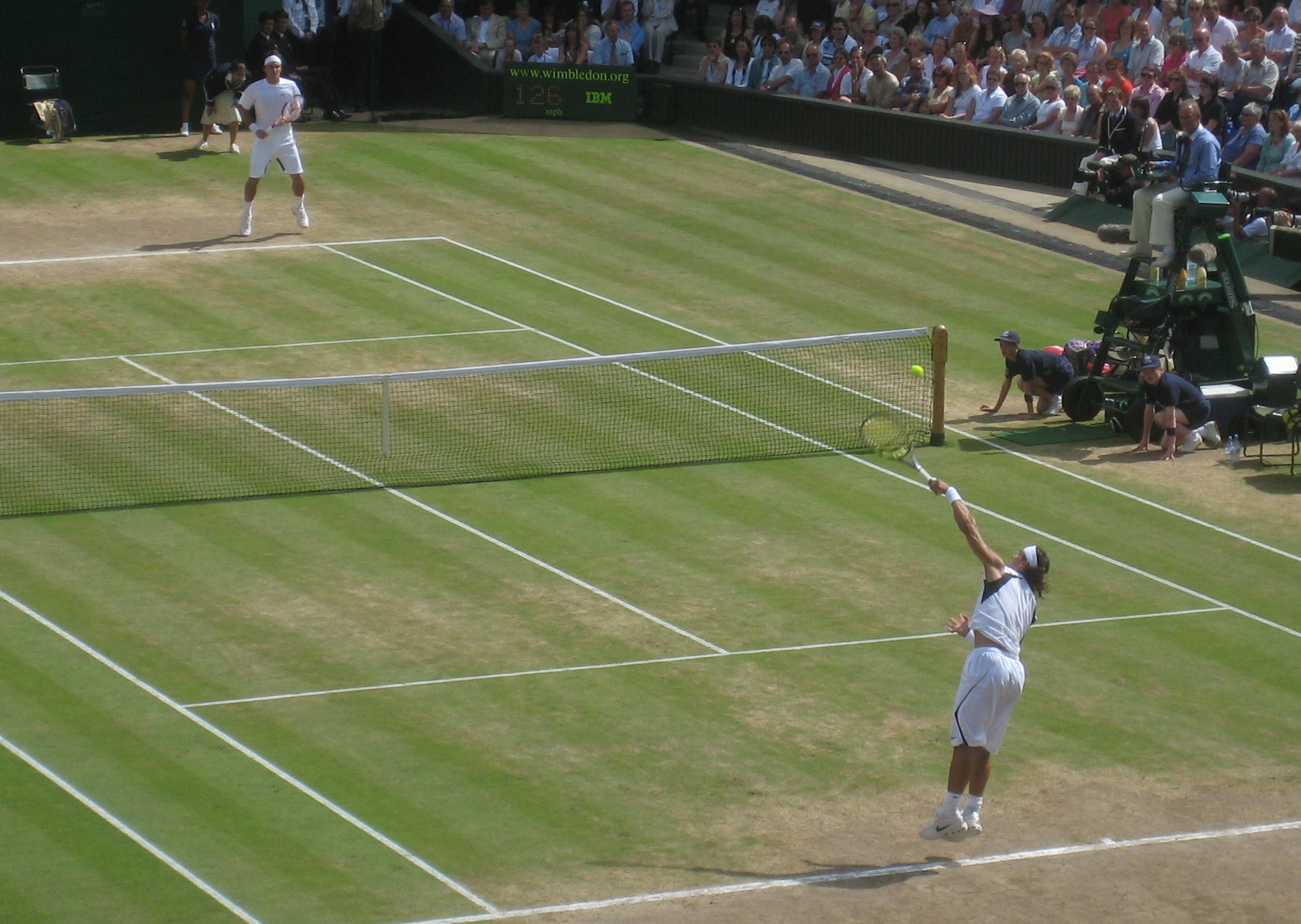
2006년 윔블던 페더러와 나달의 결승전 경기 모습. 페더러는 나달을 꺾고 대회 4연패를 달성했다.

2006년에 페더러는 2004년에 이어 두 번째로 한 해 3개 그랜드 슬램 석권을 달성하였다. 그는 연말 랭킹에서도 1위를 기록했는데, 2위인 나달과는 수 천 포인트의 차이가 나는 압도적인 성적이었다.
호주 오픈 결승에서는 키프로스의 마르코스 바그다티스를 3-1로 꺾고 우승했으며, 이로써 2003년 윔블던 우승 이후 그랜드 슬램 결승전 7연승을 달성했다. 이는 피트 샘프라스의 8연승(1995년 윔블던-2000년 윔블던) 다음으로 긴 기록이었다.

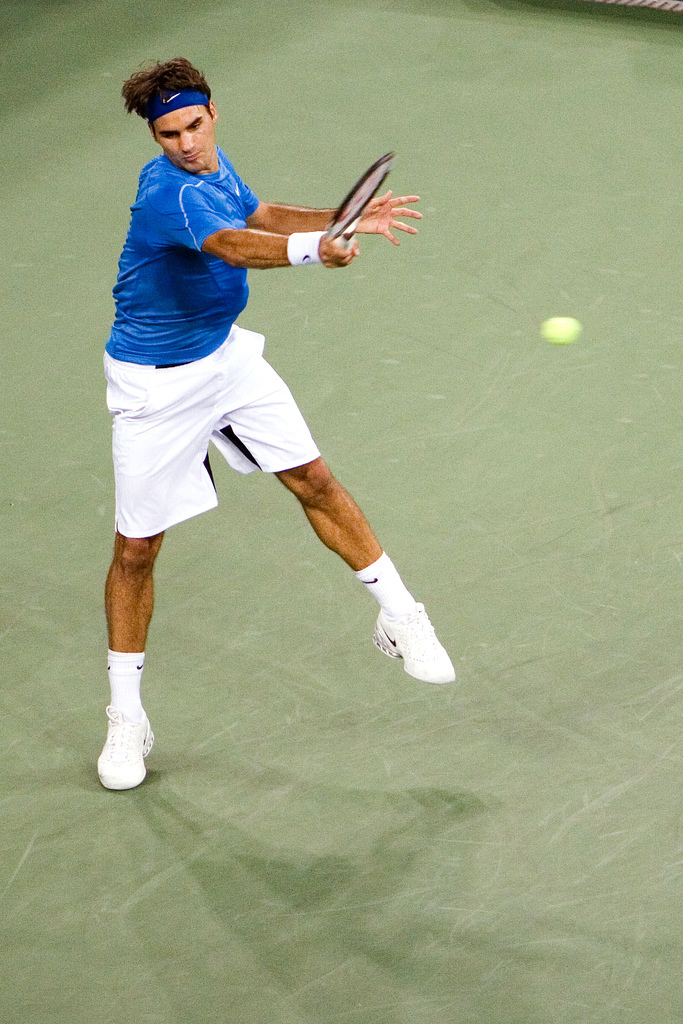
페더러는 2006년 US 오픈에서 우승하여 대회 3연패를 달성했다.

그는 호주 오픈 이후 개최된 ATP 마스터스 시리즈 대회인 인디언 웰즈 마스터스와 마이애미 마스터스에서도 우승했으며, 이로써 2년 연속으로 두 대회를 모두 우승한 역대 최초의 선수가 되었다.
이후 시작된 클레이 코트 시즌에는 몬테카를로 마스터스 결승에 진출하였으나, 결승에서 라파엘 나달에게 1-3으로 패했다. 이어 열린 로마 마스터스 결승에서도 역시 나달을 만나 5세트 접전 끝에 6–7(0), 7–6(5), 6–4, 2–6, 7–6(5)으로 패했다. 페더러는 이 해 생애 최초로 프랑스 오픈 결승에 진출했으나, 여기서도 디펜딩 챔피언인 나달을 만나 4세트만에 패했다. 비록 프랑스 오픈 우승에는 실패했지만, 이로써 그는 당시 4개 그랜드 슬램 대회 단식 결승에 모두 진출한 기록을 가진 2명의 현역 선수 중 한 명이 되었다. (나머지 한 명은 안드레 애거시였으며, 이해 9월 은퇴했다.)
윔블던에 톱시드로 출전하여 결승에 오를 때까지 단 한 세트도 잃지 않는 압도적인 경기력을 보인 페더러는, 결승에서 나달을 만나 4세트만에 승리했으며 이로써 윔블던 4연패를 기록하게 되었다.
이후 시작된 북미지역 투어에서는 로저스 컵 대회 결승에서 프랑스의 리샤르 가스케를 누르고 우승했다. 2006년 US 오픈 결승에서는 미국의 앤디 로딕을 4세트만에 꺾고 우승했으며, 이로써 이 대회 3연패를 기록하였다. 그리고 오픈 시대 이래 2006년은 남자 투어(페더러)와 여자 투어(쥐스틴 에냉)에서 각각 동일한 선수가 4개 그랜드 슬램 대회 단식 결승에 모두 진출한 유일한 해로 기록되게 되었다.
상하이에서 열린 연말 마스터스 컵 대회에 출전한 페더러는 라운드 로빈 경기에서 디펜딩 챔피언인 다비드 날반디안을, 준결승에서 나달을, 그리고 결승에서는 제임스 블레이크를 6–0, 6–3, 6–4으로 꺾고 생애 세 번째 마스터스 컵 타이틀을 따냈다.
페더러는 2006년 한 해 동안 그랜드 슬램 대회 3개 및 마스터스 대회 4개를 포함, 총 12개 대회에서 우승했다. 이 해에 그는 오직 두 명의 선수에게만 패했는데, 라파엘 나달에게 프랑스 오픈, 로마 마스터스, 몬테카를로 마스터스, 두바이 대회 결승에서 패했으며, 앤디 머레이에게 신시내티 마스터스 2회전에서 패했다. 특히 신시내티 마스터스 2회전은 그가 한 세트도 따지 못하고 패한 이 해 유일한 경기였으며, 그가 결승에 진출하지 못한 17개 대회 중 하나가 되었다.

### 2007년–현재
2007년에 페더러는 4개 그랜드 슬램 대회에서 모두 결승에 진출하여 그중 3개 대회에서 우승했다. 호주 오픈 결승에서는 페르난도 곤살레스를 7–6(2), 6–4, 6–4로 꺾었으며, 윔블던에서는 라파엘 나달에게 7–6(7), 4–6, 7–6(3), 2–6, 6–2로, 그리고 US 오픈에서는 노박 조코비치에게 7–6(4), 7–6(2), 6–4로 승리했다. 프랑스 오픈 결승에서는 나달에게 6–3, 4–6, 6–3, 6–4로 패해 준우승에 그쳤다. 또한 5개 ATP 마스터스 시리즈 대회에서 결승에 진출했으며, 그중 함부르크 마스터스와 마드리드 마스터스에서 우승했다. ATP 500 시리즈 대회인 두바이 오픈과 연말 챔피언십 대회인 마스터스 컵에서도 우승했다.

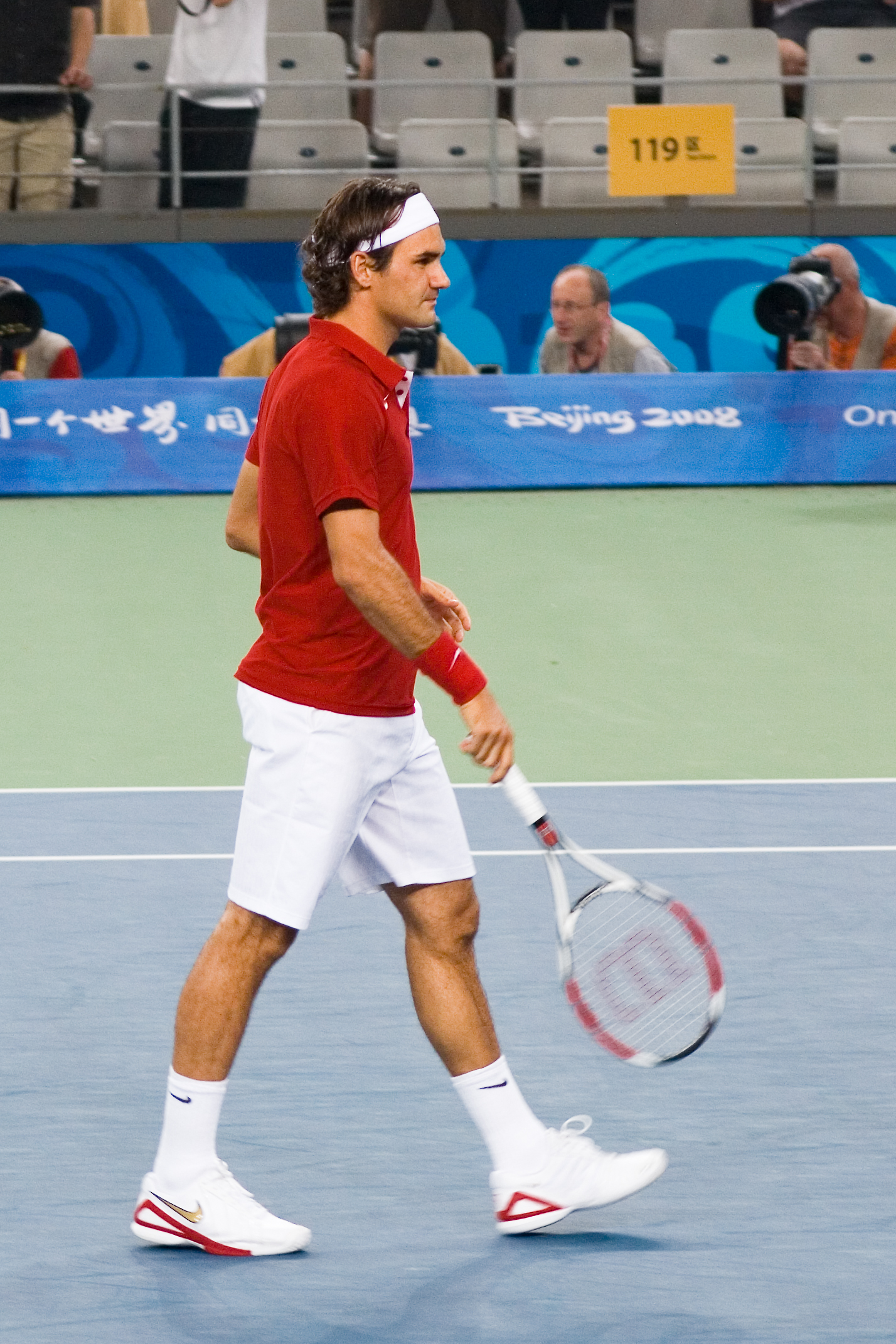
2008년 하계 올림픽에서 경기 중인 페더러. 그는 복식에서 금메달을 획득했다.

2008년에는 그랜드 슬램 대회 중 US 오픈에서 우승했다. 프랑스 오픈과 윔블던에서는 결승에서 두 번 나달을 만나 패하면서 준우승에 그쳤다. 호주 오픈에서는 준결승에서 노박 조코비치에게 패했으며, 이로써 그의 그랜드 슬램 대회 10회 연속 결승 진출 기록도 멈추게 되었다. 클레이 코트 마스터스 시리즈 대회인 몬테카를로 마스터스와 함부르크 마스터스 결승에서도 나달에게 패해 준우승에 머물렀다. ATP 250 시리즈 대회인 게리 웨버 오픈과 ATP 500 대회인 바젤 오픈에서 우승했다. 그는 2008년 베이징 올림픽에도 참가했으며, 단식에서는 8강에서 미국의 제임스 블레이크에게 패했고 복식에서는 스위스의 동료 선수인 스타니슬라스 바브린카와 함께 출전하여 우승, 금메달을 획득했다.
2009년 페더러는 프랑스 오픈 결승에서 로빈 쇠델링을 꺾고 우승하면서 생애 첫 프랑스 오픈 타이틀을 획득했으며 이로써 커리어 그랜드 슬램도 달성하였다. 또한 윔블던 결승에서는 5세트 접전 끝에 앤디 로딕을 꺾고 통산 6번째 윔블던 타이틀을 획득했으며, 이는 그의 개인 통산 15번째 그랜드 슬램 타이틀로서 이전 최고 기록이었던 피트 샘프라스의 그랜드 슬램 14회 우승 기록을 경신하는 것이었다. 호주 오픈 결승에서는 나달에게 패해 준우승에 그쳤으며 US 오픈 결승에서는 후안 마르틴 델 포트로에게 패해 준우승에 머물렀다. 마드리드 마스터스에서 나달을 꺾고 우승했으며 신시내티 마스터스에서 조코비치를 꺾고 우승했다. 이후 바젤 오픈에서는 결승에서 조코비치에게 패해 준우승했다.
2010년에는 호주 오픈 결승에서 앤디 머레이를 누르고 우승했다. 3개 마스터스 시리즈 대회 결승에도 진출, 마드리드 마스터스에서는 나달에게, 로저스 컵에서는 앤디 머레이에게 패해 준우승했으며, 신시내티 마스터스에서는 마디 피시를 꺾고 우승했다. 신시내티 마스터스에서 2년 연속 우승을 기록한 것은 안드레 애거시 이후 최초의 기록이었다. 또한 마스터스 시리즈 17회 우승으로 역시 안드레 애거시가 갖고 있던 마스터스 시리즈 최다 우승 기록과 동률을 이뤘으며, 샘프라스의 최다 통산 단식 타이틀 기록과는 한 개의 차이만 남겨 두게 되었다.
프랑스 오픈에서는 8강에서 로빈 쇠델링에게 패했으며, 이로써 2004년 프랑스 오픈 이후 계속되어 왔던 그랜드 슬램 준결승 연속 진출 기록도 23회에서 멈추게 되었다. 비록 결승 진출에 실패하기는 했으나, 프랑스 오픈에서 그는 개인 통산 700번째 경기이자 150번째 클레이 코트 경기를 가졌다는 점에서 특별한 의의가 있었다. 나달이 프랑스 오픈에서 우승하면서 대회 직후 페더러는 나달에게 세계 랭킹 1위 자리를 내주게 되었다. 당시 페더러는 피트 샘프라스의 총 286주 세계 랭킹 1위 기록과 동률을 이루는 데에 단 1주만을 남겨 놓고 있었다. 윔블던 직전의 게리 웨버 오픈 결승에서는 레이튼 휴이트에게 패해 준우승했다. 이로써 그는 윔블던에 참가할 때까지 이 해 1개의 타이틀을 획득하는 데에 그쳤으며, 이는 2001년 이래 처음으로 있는 일이었다. 그는 윔블던에서 토마시 베르디흐에게 8강에서 패했으며, 이로 인해 7년 만에 처음으로 랭킹이 3위로 떨어졌다. 윔블던 이후 로저스 컵 대회까지의 휴식 기간 중 페더러는 피트 샘프라스의 옛 코치였던 폴 아나콘을 코치로 고용하였다. US 오픈에서는 준결승에서 노박 조코비치에게 7–5, 1–6, 7–5, 2–6, 5–7로 패했다. 시즌 마지막 대회인 ATP 월드 투어 파이널에서는 결승에서 나달을 6-3, 3-6, 6-1로 꺾고 이 대회에서 통산 5번째 우승을 달성했다.
현재 페더러는 무릎 부상으로 잠시 쉬고 있는 중이다.

## 주요 대회 성적

### 그랜드 슬램 대회
| 대회        | 1999  | 2000  | 2001  | 2002  | 2003  | 2004  | 2005 | 2006   | 2007   | 2008   | 2009   | 2010 | 2011   | 2012 | 2013  | 2014   | 2015   | 2016 | 2017 | 2018  | 통산 우승률 | 통산 승-패 | 통산 승률(%) |
| ----------- | ----- | ----- | ----- | ----- | ----- | ----- | ---- | ------ | ------ | ------ | ------ | ---- | ------ | ---- | ----- | ------ | ------ | ---- | ---- | ----- | ----------- | ---------- | ------------ |
| 호주 오픈   | 예선  | 3회전 | 3회전 | 4회전 | 4회전 | 우승  | 4강  | 우승   | 우승   | 4강    | 준우승 | 우승 | 4강    | 4강  | 4강   | 4강    | 3회전  | 4강  | 우승 | 우승  | 6 / 19      | 94–13      | 87.85        |
| 프랑스 오픈 | 1회전 | 4회전 | 8강   | 1회전 | 1회전 | 3회전 | 4강  | 준우승 | 준우승 | 준우승 | 우승   | 8강  | 준우승 | 4강  | 8강   | 4회전  | 8강    | 불참 | 불참 | 불참  | 1 / 17      | 65–16      | 80.25        |
| 윔블던      | 1회전 | 1회전 | 8강   | 1회전 | 우승  | 우승  | 우승 | 우승   | 우승   | 준우승 | 우승   | 8강  | 8강    | 우승 | 2회전 | 준우승 | 준우승 | 4강  | 우승 | 8강   | 8 / 20      | 95–12      | 88.79        |
| US 오픈     | 예선  | 3회전 | 4회전 | 4회전 | 4회전 | 우승  | 우승 | 우승   | 우승   | 우승   | 준우승 | 4강  | 4강    | 8강  | 4회전 | 4강    | 준우승 | 불참 | 8강  | 4회전 | 5 / 18      | 85–13      | 86.73        |
| 승-패       | 0–2   | 7–4   | 13–4  | 6–4   | 13–3  | 22–1  | 24–2 | 27–1   | 26–1   | 24–3   | 26-2   | 20-3 | 20-4   | 19-3 | 13–4  | 19–4   | 18–4   | 10-2 | 18-1 | 14-2  | 20 / 75     | 342–55     | 86.15        |

결승: 30회 (우승 20, 준우승 10)
| 결과   | 연도 | 대회            | 코트   | 결승 상대             | 스코어                              |
| ------ | ---- | --------------- | ------ | --------------------- | ----------------------------------- |
| 우승   | 2003 | 윔블던          | 잔디   | 마크 필리포시스       | 7–6(7–5), 6–2, 7–6(7–3)             |
| 우승   | 2004 | 호주 오픈       | 하드   | 마라트 사핀           | 7–6(7–3), 6–4, 6–2                  |
| 우승   | 2004 | 윔블던 (2)      | 잔디   | 앤디 로딕             | 4–6, 7–5, 7–6(7–3), 6–4             |
| 우승   | 2004 | US 오픈         | 하드   | 레이튼 휴이트         | 6–0, 7–6(7–3), 6–0                  |
| 우승   | 2005 | 윔블던 (3)      | 잔디   | 앤디 로딕             | 6–2, 7–6(7–2), 6–4                  |
| 우승   | 2005 | US 오픈 (2)     | 하드   | 안드레 애거시         | 6–3, 2–6, 7–6(7–1), 6–1             |
| 우승   | 2006 | 호주 오픈 (2)   | 하드   | 마르코스 바그다티스   | 5–7, 7–5, 6–0, 6–2                  |
| 준우승 | 2006 | 프랑스 오픈     | 클레이 | 라파엘 나달           | 6–1, 1–6, 4–6, 6–7(4–7)             |
| 우승   | 2006 | 윔블던 (4)      | 잔디   | 라파엘 나달           | 6–0, 7–6(7–5), 6–7(2–7), 6–3        |
| 우승   | 2006 | US 오픈 (3)     | 하드   | 앤디 로딕             | 6–2, 4–6, 7–5, 6–1                  |
| 우승   | 2007 | 호주 오픈 (3)   | 하드   | 페르난도 곤살레스     | 7–6(7–2), 6–4, 6–4                  |
| 준우승 | 2007 | 프랑스 오픈 (2) | 클레이 | 라파엘 나달           | 3–6, 6–4, 3–6, 4–6                  |
| 우승   | 2007 | 윔블던 (5)      | 잔디   | 라파엘 나달           | 7–6(9–7), 4–6, 7–6(7–3), 2–6, 6–2   |
| 우승   | 2007 | US 오픈 (4)     | 하드   | 노박 조코비치         | 7–6(7–4), 7–6(7–2), 6–4             |
| 준우승 | 2008 | 프랑스 오픈 (3) | 클레이 | 라파엘 나달           | 1–6, 3–6, 0–6                       |
| 준우승 | 2008 | 윔블던          | 잔디   | 라파엘 나달           | 4–6, 4–6, 7–6(7–5), 7–6(10–8), 7–9  |
| 우승   | 2008 | US 오픈 (5)     | 하드   | 앤디 머레이           | 6–2, 7–5, 6–2                       |
| 준우승 | 2009 | 호주 오픈       | 하드   | 라파엘 나달           | 5–7, 6–3, 6–7(3–7), 6–3, 2–6        |
| 우승   | 2009 | 프랑스 오픈     | 클레이 | 로빈 쇠델링           | 6–1, 7–6(7–1), 6–4                  |
| 우승   | 2009 | 윔블던 (6)      | 잔디   | 앤디 로딕             | 5–7, 7–6(8–6), 7–6(7–5), 3–6, 16–14 |
| 준우승 | 2009 | US 오픈         | 하드   | 후안 마르틴 델 포트로 | 6–3, 6–7(5–7), 6–4, 6–7(4–7), 2–6   |
| 우승   | 2010 | 호주 오픈 (4)   | 하드   | 앤디 머레이           | 6–3, 6–4, 7–6(13–11)                |
| 준우승 | 2011 | 프랑스 오픈 (4) | 클레이 | 라파엘 나달           | 5–7, 6–7(3–7), 7–5, 1–6             |
| 우승   | 2012 | 윔블던 (7)      | 잔디   | 앤디 머레이           | 4–6, 7–5, 6–3, 6–4                  |
| 준우승 | 2014 | 윔블던 (2)      | 잔디   | 노박 조코비치         | 7-6(9-7), 4–6, 6–7(4-7), 7–5, 4–6   |
| 준우승 | 2015 | 윔블던 (3)      | 잔디   | 노박 조코비치         | 6-7(1-7), 7–6(12-10), 4–6, 3–6      |
| 준우승 | 2015 | US 오픈 (2)     | 하드   | 노박 조코비치         | 4–6, 7–5, 4–6, 4–6                  |
| 우승   | 2017 | 호주 오픈 (5)   | 하드   | 라파엘 나달           | 6–4, 3–6, 6–1, 3–6, 6–3             |
| 우승   | 2017 | 윔블던 (8)      | 잔디   | 마린 칠리치           | 6–3, 6–1, 6–4                       |
| 우승   | 2018 | 호주 오픈 (6)   | 하드   | 마린 칠리치           | 6–2, 6–7(5–7), 6–3, 3–6, 6–1        |

### ATP 월드 투어 파이널
| 대회       | 1998 | 1999 | 2000 | 2001 | 2002 | 2003 | 2004 | 2005   | 2006 | 2007 | 2008 | 2009 | 2010 | 2011 | 2012   | 2013 | 2014   | 2015   | 2016 | 2017 | 우승률 | 승–패 | 승률 % |
| ---------- | ---- | ---- | ---- | ---- | ---- | ---- | ---- | ------ | ---- | ---- | ---- | ---- | ---- | ---- | ------ | ---- | ------ | ------ | ---- | ---- | ------ | ----- | ------ |
| ATP 파이널 | DNQ  | DNQ  | DNQ  | DNQ  | 4강  | 우승 | 우승 | 준우승 | 우승 | 우승 | RR   | 4강  | 우승 | 우승 | 준우승 | 4강  | 준우승 | 준우승 | DNQ  | 4강  | 6 / 15 | 55–13 | 80.88  |
| 승–패      | 0–0  | 0–0  | 0–0  | 0–0  | 3–1  | 5–0  | 5–0  | 4–1    | 5–0  | 4–1  | 1–2  | 2–2  | 5–0  | 5–0  | 3-2    | 2-2  | 4-0    | 4-1    | 0–0  | 3–1  | 6 / 15 | 55–13 | 80.88  |

결승: 10회 (우승 6, 준우승 4)
| 결과   | 연도 | 결승 장소  | 코트     | 결승 상대       | 스코어                                   |
| ------ | ---- | ---------- | -------- | --------------- | ---------------------------------------- |
| 우승   | 2003 | 휴스턴 (1) | 하드     | 안드레 애거시   | 6–3, 6–0, 6–4                            |
| 우승   | 2004 | 휴스턴 (2) | 하드     | 레이튼 휴이트   | 6–3, 6–2                                 |
| 준우승 | 2005 | 상하이 (1) | 카펫 (i) | 다비드 날반디안 | 7–6(7–4), 7–6(13–11), 2–6, 1–6, 6–7(3–7) |
| 우승   | 2006 | 상하이 (3) | 하드 (i) | 제임스 블레이크 | 6–0, 6–3, 6–4                            |
| 우승   | 2007 | 상하이 (4) | 하드 (i) | 다비드 페레르   | 6–2, 6–3, 6–2                            |
| 우승   | 2010 | 런던 (5)   | 하드 (i) | 라파엘 나달     | 6–3, 3–6, 6–1                            |
| 우승   | 2011 | 런던 (6)   | 하드 (i) | 조윌프리드 총가 | 6–3, 6–7(6–8), 6–3                       |
| 준우승 | 2012 | 런던 (2)   | 하드 (i) | 노박 조코비치   | 6–7(6–8), 5–7                            |
| 준우승 | 2014 | 런던 (3)   | 하드 (i) | 노박 조코비치   | 기권.                                    |
| 준우승 | 2015 | 런던 (4)   | 하드 (i) | 노박 조코비치   | 3–6, 4–6                                 |

### 하계 올림픽

#### 단식: 1 (0-1-0)
| 결과   | 연도 | 대회        | 코트 | 결승 상대   | 스코어        |
| 준우승 | 2012 | 런던 올림픽 | 잔디 | 앤디 머레이 | 2–6, 1–6, 4–6 |

#### 복식: 1 (1-0-0)
| 결과 | 연도 | 대회          | 코트 | 파트너                | 결승 상대                   | 스코어                  |
| 우승 | 2008 | 베이징 올림픽 | 하드 | 스타니슬라스 바브린카 | 시몬 아스펠린 토마스 요한손 | 6–3, 6–4, 6–7(4-7), 6–3 |

## 기록
- 다음의 기록들은 오픈 시대에 달성된 것이다.
- 다른 선수의 타이 기록이 없는 단독 기록은 굵은 글씨로 표시되었다.
- 현재 진행 중인 기록은 이탤릭체로 표시되었다.

| 기간                            | 기록 내용                                            | 타이 기록                                           |
| 2003 윔블던 — 2018 호주 오픈    | 그랜드 슬램 20회 우승                                | 단독 기록                                           |
| 2009 프랑스 오픈                | 커리어 그랜드 슬램                                   | 로드 레이버 안드레 애거시 라파엘 나달 노박 조코비치 |
| 2003 윔블던 — 2018 호주 오픈    | 그랜드 슬램 결승 30회 진출                           | 단독 기록                                           |
| 2005 윔블던 — 2007 US 오픈      | 그랜드 슬램 결승 10회 연속 진출                      | 단독 기록                                           |
| 2004 윔블던 — 2010 호주 오픈    | 그랜드 슬램 준결승 23회 연속 진출                    | 단독 기록                                           |
| 2004 호주 오픈 — 2007 US 오픈   | 매년 연속 그랜드 슬램 한 해 2회 이상 우승 (4)        | 단독 기록                                           |
| 2004 - 2007, 2009, 2017         | 그랜드 슬램 한 해 2회 이상 우승 (6)                  | 단독 기록                                           |
| 2004, 2006 - 2007               | 그랜드 슬램 한 해 3회 이상 우승 (3)                  | 단독 기록                                           |
| 2006 US 오픈 — 2007 프랑스 오픈 | 그랜드 슬램 경기 연속 세트 승리 (36)                 | 단독 기록                                           |
| 2003 윔블던 — 2006 호주 오픈    | 그랜드 슬램 결승 최다 연승 (7)                       | 단독 기록                                           |
| 2008 US 오픈 — 2009 윔블던      | 클레이, 잔디, 하드 코트 그랜드 슬램 타이틀 동시 보유 | 라파엘 나달 노박 조코비치                           |

| 대회      | 연도                                        | 기록 내용             | 타이 기록                 |
| 호주 오픈 | 2004, 2006 - 2007, 2010, 2017 - 2018        | 총 6회 우승           |                           |
| 호주 오픈 | 2004, 2006 - 2007, 2009 - 2010, 2017 - 2018 | 총 7회 결승 진출      | 단독 기록                 |
| 호주 오픈 | 2004 - 2014, 2016 - 2018                    | 총 14회 준결승 진출   | 단독 기록                 |
| 호주 오픈 | 2004 - 2014                                 | 11년 연속 준결승 진출 | 단독 기록                 |
| 윔블던    | 2003 - 2007, 2009, 2012, 2017               | 총 8회 우승           | 단독 기록                 |
| 윔블던    | 2003 - 2007                                 | 5년 연속 우승         | 비외른 보리               |
| 윔블던    | 2003 - 2009, 2012, 2014 - 2015, 2017        | 총 11회 결승 진출     | 단독 기록                 |
| 윔블던    | 2003 - 2009                                 | 7년 연속 결승 진출    | 단독 기록                 |
| 윔블던    | 2003 - 2009                                 | 7년 연속 준결승 진출  | 단독 기록                 |
| US 오픈   | 2004 - 2008                                 | 5년 연속 우승         | 단독 기록                 |
| US 오픈   | 2004 - 2008                                 | 총 5회 우승           | 지미 코너스 피트 샘프라스 |

| 시기                             | 기록 내용                       | 수치  |
| 2004 - 2010, 2012                | 통산 세계 랭킹 1위 (단독)       | 302주 |
| 2004년 2월 2일 - 2008년 8월 17일 | 연속 세계 랭킹 1위 (단독)       | 237주 |
| 2003년 10월 - 2005년 1월         | 톱10 선수 상대 최대 연승 (단독) | 26    |
| 2005 - 2006                      | 하드 코트 최다 연승 (단독)      | 56    |
| 2003 - 2008                      | 잔디 코트 최다 연승 (단독)      | 65    |
| 2003 - 2005                      | 결승 경기 최다 연승 (단독)      | 24    |

## 같이 보기
- 라파엘 나달